# Édouard Rolland
Édouard Rolland, né le 7 mai 1833 à Perpignan (Pyrénées-Orientales) et mort le 7 septembre 1919 à Bouleternère (Pyrénées-Orientales), est un homme politique français.

## Biographie
Comptable à Perpignan, il est conseiller municipal et député des Pyrénées-Orientales de 1889 à 1902, inscrit au groupe radical-socialiste. 

## Mandats
Député des Pyrénées-Orientales
- 06 octobre 1889 - 14 octobre 1893
- 20 août 1893 - 31 mai 1898
- 22 mai 1898 - 31 mai 1902